# Franz Fischler

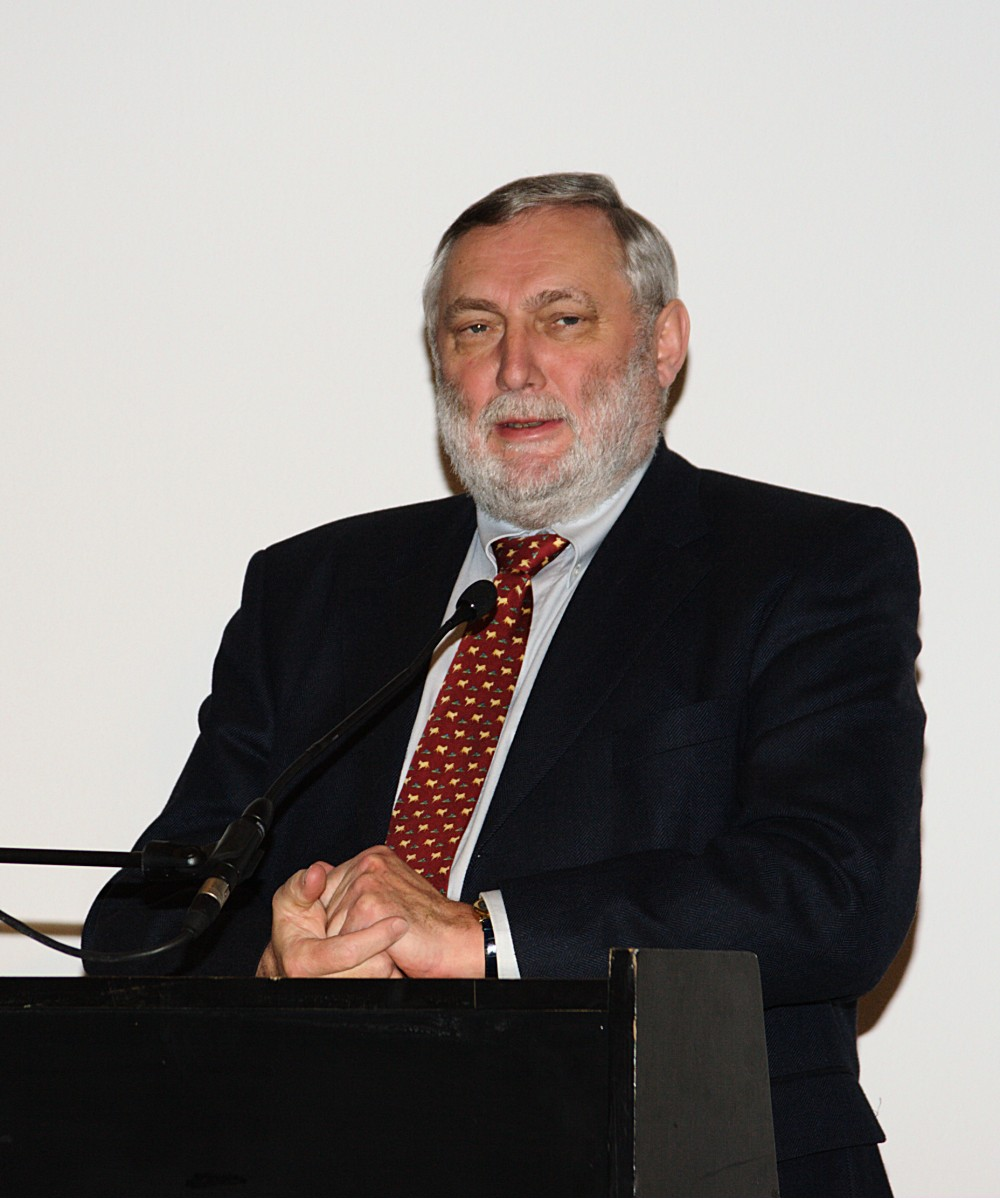
Franz Fischler.

Franz Fischler, född 23 september 1946 i Absam i Tyrolen, är en österrikisk politiker. 
Fischler är utbildad agronom med doktorsexamen från Universität für Bodenkultur Wien. Han är medlem i det konservativa partiet ÖVP och var jordbruksminister 1989-1994. I samband med Österrikes EU-anslutning 1995 utnämndes Fischler till landets första EU-kommissionär. I Santer-kommissionen (1995-1999) ansvarade han för jordbruk och landsbygdsutveckling och i Prodi-kommissionen (1999-2004) utvidgades hans ansvarsområde med fiskefrågor. Fischler var drivande för att reformera och marknadsorientera den gemensamma jordbrukspolitiken (CAP), till exempel i samband med Agenda 2000 och Mid Term Review (2003 års jordbruksreform eller Fischlerreformen).

## Fotnoter
1. ↑  Brockhaus Enzyklopädie, Brockhaus Enzyklopädie-ID: fischler-franz, läst: 9 oktober 2017.[källa från Wikidata]
2. ↑  Encyklopedie dějin města Brna, Encyklopedie dějin města Brna-ID: 4529.[källa från Wikidata]
3. ↑  Munzinger Personen, Munzinger person-ID: 00000019235, läst: 9 oktober 2017.[källa från Wikidata]
4. ↑  Wer ist Wer, Parlament-ID Österrike: 00340, läst: 23 april 2022.[källa från Wikidata]
5. ↑  läs online, boku.ac.at , läst: 19 november 2020.[källa från Wikidata]